# Distretti della Romania

Distretti della Romania

I distretti della Romania (in romeno: județe) sono la suddivisione amministrativa di primo livello del Paese e sono contemplati dalla Costituzione. Ammontano a 41 e ad essi è equiparato il municipio di Bucarest, che costituisce un distretto a sé stante. I distretti sono territorialmente raggruppati in regioni di sviluppo economico.

## Caratteristiche
I distretti sono guidati da un consiglio eletto democraticamente, al cui capo vi è un presidente, mentre il governo centrale vi è rappresentato da un prefetto.
Ogni distretto ricomprende più comuni, i quali possono altresì presentare il titolo di municipio o di città. Oltre queste suddivisioni amministrative, esistono i villaggi (Sate), che sono una suddivisione dei comuni, ma che non hanno valenza amministrativa.

## Lista
| Mappa | Stemma | Sigla | Distretto       | Capoluogo             | Popolazione (2011) | Superficie (km2) |
| ----- | ------ | ----- | --------------- | --------------------- | ------------------ | ---------------- |
|       |        | AB    | Alba            | Alba Iulia            | 342 376            | 6 242            |
|       |        | AR    | Arad            | Arad                  | 430 629            | 7 754            |
|       |        | AG    | Argeș           | Pitești               | 612 431            | 6 826            |
|       |        | BC    | Bacău           | Bacău                 | 616 168            | 6 621            |
|       |        | BH    | Bihor           | Oradea                | 575 398            | 7 544            |
|       |        | BN    | Bistrița-Năsăud | Bistrița              | 286 225            | 5 355            |
|       |        | BT    | Botoșani        | Botoșani              | 412 626            | 4 986            |
|       |        | BV    | Brașov          | Brașov                | 549 217            | 5 363            |
|       |        | BR    | Brăila          | Brăila                | 321 212            | 4 766            |
|       |        | BZ    | Buzău           | Buzău                 | 451 069            | 6 103            |
|       |        | CS    | Caraș-Severin   | Reșița                | 295 579            | 8 520            |
|       |        | CL    | Călărași        | Călărași              | 306 691            | 5 088            |
|       |        | CJ    | Cluj            | Cluj-Napoca           | 691 106            | 6 674            |
|       |        | CT    | Costanza        | Costanza              | 684 082            | 7 071            |
|       |        | CV    | Covasna         | Sfântu Gheorghe       | 210 177            | 3 710            |
|       |        | DB    | Dâmbovița       | Târgoviște            | 518 745            | 4 054            |
|       |        | DJ    | Dolj            | Craiova               | 660 544            | 7 414            |
|       |        | GL    | Galați          | Galați                | 536 167            | 4 466            |
|       |        | GR    | Giurgiu         | Giurgiu               | 281 422            | 3 526            |
|       |        | GJ    | Gorj            | Târgu Jiu             | 341 594            | 5 602            |
|       |        | HR    | Harghita        | Miercurea Ciuc        | 310 867            | 6 639            |
|       |        | HD    | Hunedoara       | Deva                  | 418 565            | 7 063            |
|       |        | IL    | Ialomița        | Slobozia              | 274 148            | 4 453            |
|       |        | IS    | Iași            | Iași                  | 772 348            | 5 476            |
|       |        | IF    | Ilfov           | Buftea                | 388 738            | 1 583            |
|       |        | MM    | Maramureș       | Baia Mare             | 478 659            | 6 304            |
|       |        | MH    | Mehedinți       | Drobeta-Turnu Severin | 265 390            | 4 933            |
|       |        | MS    | Mureș           | Târgu Mureș           | 550 846            | 6 714            |
|       |        | NT    | Neamț           | Piatra Neamț          | 470 766            | 5 896            |
|       |        | OT    | Olt             | Slatina               | 436 400            | 5 498            |
|       |        | PH    | Prahova         | Ploiești              | 762 886            | 4 716            |
|       |        | SM    | Satu Mare       | Satu Mare             | 344 360            | 4 418            |
|       |        | SJ    | Sălaj           | Zalău                 | 224 384            | 3 864            |
|       |        | SB    | Sibiu           | Sibiu                 | 397 322            | 5 432            |
|       |        | SV    | Suceava         | Suceava               | 634 810            | 8 553            |
|       |        | TR    | Teleorman       | Alexandria            | 380 123            | 5 790            |
|       |        | TM    | Timiș           | Timișoara             | 683 540            | 8 697            |
|       |        | TL    | Tulcea          | Tulcea                | 213 083            | 8 499            |
|       |        | VS    | Vaslui          | Vaslui                | 395 499            | 5 318            |
|       |        | VL    | Vâlcea          | Râmnicu Vâlcea        | 371 714            | 5 765            |
|       |        | VN    | Vrancea         | Focșani               | 340 310            | 4 857            |
|       |        | B     | Bucarest        | -                     | 1 883 425          | 238              |

## Storia

I distretti fino al 1918

La prima organizzazione in județe avvenne nel XV secolo e ogni județ era governata da un jude, una persona che aveva funzioni amministrative e giudiziarie. La divisione amministrativa moderna in județe fu attuata durante il XIX secolo, utilizzando come esempio il sistema dei dipartimenti francesi: per ogni județ esisteva un prefetto, rappresentante del governo della nazione e capo dell'amministrazione locale. Fino al 1948 ogni județ era suddiviso in diversi plăși (singolare plasă), corrispondenti agli arrondissement francesi, ognuno amministrato da un pretore, nominato dal prefetto.
Nel 1938 re Carlo II modificò la Costituzione e anche la legge amministrativa del territorio della Romania. Ne risultarono dieci ținut (plurale: ținuturi, traduzione approssimata: regione) governata da Rezidenți Regali nominati direttamente dal re. A causa della seconda guerra mondiale, del patto Molotov-Ribbentrop e della perdita dei territori, questo sistema amministrativo non durò molto, e furono pertanto reintrodotte le județe fino all'ascesa del comunismo nel 1948.
| N° | Nome            | Nome alternativo       | Capoluogo  |
| -- | --------------- | ---------------------- | ---------- |
| 1  | Ținutul Jiu     | Ținutul Olt            | Craiova    |
| 2  | Ținutul Argeș   | Ținutul Bucegi         | Bucarest   |
| 3  | Ținutul Mării   | -                      | Costanza   |
| 4  | Ținutul Dunării | Ținutul Dunărea de Jos | Galați     |
| 5  | Ținutul Nistru  | -                      | Chișinău   |
| 6  | Ținutul Prut    | -                      | Iași       |
| 7  | Ținutul Suceava | -                      | Cernăuți   |
| 8  | Ținutul Mureș   | Ținutul Alba Iulia     | Alba Iulia |
| 9  | Ținutul Crișuri | Ținutul Someș          | Cluj       |
| 10 | Ținutul Timiș   | -                      | Timișoara  |

Il partito comunista cambiò la suddivisione amministrativa seguendo il modello sovietico (in raion), ma tornò al sistema attuale nel 1968. Nel 1981 le ex contee di Ilfov e Ialomița furono riorganizzate nelle attuali contee di Giurgiu, Călărași, Ialomița e Ilfov. Fino al 1995 Ilfov non fu un vero e proprio distretto, ma piuttosto una dipendenza di Bucarest (Sectorul Agricol Ilfov).

## Province storiche

### Unite o cambiate di nome
In origine (1927-1938) c'erano 71 județe
- Baia - unito con Neamț
- Caraș - unito con Severin per formare Caraș-Severin
- Câmpulung - unito con Suceava
- Ciuc - unito con Odorhei e chiamato Harghita
- Covurlui - unito con Galați
- Dorohoi - unito con Botoșani
- Făgăraș - unito con Brașov
- Fălciu - unito con Vaslui
- Ialomița - diviso tra Ialomița e Călărași
- Muscel - unito con Argeș
- Odorhei - unito con Ciuc e chiamato Harghita
- Putna - chiamato Vrancea
- Rădăuți - unito con Suceava
- Râmnicu Sărat - diviso tra Vrancea, Buzău e Brăila
- Roman - unito con Neamț
- Romanați - unito con Olt
- Severin - unito con Caraș per formare Caraș-Severin
- Someș - diviso tra Maramureș, Cluj, Sălaj e Bistrița-Năsăud
- Târnava Mică - diviso tra Alba, Sibiu e Mureș
- Târnava Mare - diviso tra Brașov, Sibiu e Mureș
- Tecuci - diviso tra Galați e Bacău
- Timiș-Torontal - chiamato Timiș
- Trei Scaune - chiamato Covasna
- Turda - diviso tra Cluj e Alba
- Tutova - unito con Vaslui
- Vlașca - chiamato Giurgiu

### Persi durante la seconda guerra mondiale
Alla Bulgaria 
- Provincia di Caliacra (oggi Regione di Dobrič)
- Provincia di Durostor (oggi Regione di Silistra)

 All'Ucraina 
- Cernăuți (Černivci)
- Cetatea Albă (Bilhorod-Dnistrovs'kyj)
- parte di Hotin
- Ismail (Izmaïl)
- Strojineț (Storožynec')

 Alla Moldavia 
- Bălți
- Cahul
- Orhei
- parte di Hotin
- Lăpușna
- Soroca
- Tighina (antico nome Bender)

 Nella Transnistria occupata durante la seconda guerra mondiale 
Oggigiorno, sono divisi tra la Repubblica di Moldavia (in Transnistria) e in Ucraina.
- Ananiev
- Balta
- Berezovka
- Dubăsari
- Golta
- Jugastru
- Movilău
- Oceacov
- Odessa
- Ovidiopol
- Râbnița
- Tiraspol
- Tulcin